# Neanura aleuta
Neanura aleuta är en urinsektsart som först beskrevs av Bodvarsson 1960.  Neanura aleuta ingår i släktet Neanura och familjen Neanuridae. Inga underarter finns listade i Catalogue of Life.